# Lamento
Lamento är en tysk dramafilm från 2013, skriven och regisserad av Jöns Jönsson. I rollerna ses bland andra Gunilla Röör, Hendrik Kraft och Björn Andersson.

## Handling
När Sara begår självmord väljer hennes mor Magdalena att hantera sorgen genom att införa olika ritualer. Trots försöken blir hon ständigt påmind om dotterns död och när dotterns forne pojkvän kommit dit kommer orsaken till dotterns död upp i dagen.

## Rollista
- Gunilla Röör – Magdalena
- Hendrik Kraft – Johannes
- Björn Andersson – Sigge
- Elin Söderquist – Lollo
- Inga Landgré – Märta

## Om filmen
Filmen producerades av Jost Hering och Maxim Juretzka för Buntfilm och Hochschule für Film und Fernsehen 'Konrad Wolf'. Den fotades av Johannes Louis, klipptes av Stefan Oliveira-Pita  och hade premiär i Tyskland 2013. Vid filmfestivalen First Steps Awards belönades filmen med första pris i kategorin Feature Film - Over 60 Minutes Length.